# Ориссаареский район
Орисса́ареский райо́н — административно-территориальная единица в составе Эстонской ССР, существовавшая в 1950—1959 годах. Центр — Ориссааре. Площадь района в 1955 году составляла 1154,0 км².

## История
Ориссаареский район был образован в 1950 году, когда уездное деление в Эстонской ССР было заменено районным. В 1952 году район был включён в состав Пярнуской области, но уже в апреле 1953 года в результате упразднения областей в Эстонской ССР район был возвращён в республиканское подчинение.
В 1959 году Ориссаареский район был упразднён, а его территория присоединена к Кингисеппскому району.

## Административное деление
В 1955 году район включал 11 сельсоветов: Вальялаский, Каллемяэский, Лаймъялаский, Лейсиский, Маасиский, Метскюлаский, Паммаский, Пийриский, Пэйдеский, Торнимяэский, Хелламаский.